# Apostolic Lutheran Church of America
Apostolic Lutheran Church of America är en nordamerikansk gren av laestadianismen.
Rörelsen har 56 församlingar i Nordamerika. Församlingarna finns bl.a. i delstaterna Minnesota, Washington, New Hampshire, Michigan i  USA och Saskatchewan i Kanada. Den första församlingen grundades 1872 i Cokato, Minnesota av finska invandrare.